# قرار مجلس الأمن التابع للأمم المتحدة رقم 2052
قرار مجلس الأمن التابع للأمم المتحدة رقم 2052، المتخذ بالإجماع في 27 يونيو 2012. عبر المجلس عن قلقه إزاء انتهاكات اتفاق فض الاشتباك بين القوات ولا سيما انتهاك القوات المسلحة السورية في 1 آذار/مارس 2012 عندما دخلت المنقطة الفاصلة.